# WWCR
WWCR(World Wide Christian Radio)은 미국 테네시주의 주도 내슈빌(Nashville)에 있는 기독교계 단파방송국이다. 1989년에 설립되었다.

## 한국어 방송 주파수
| 협정 세계시 | 한국 표준시 | 단파 주파수 | 요일   |
| 09:30~09:45 | 18:30~18:45 | 9475kHz     | 토요일 |

## 주소
F.W Robbert Broadcasting Co, 1300WWCR Avenue Nashville, TN37218 USA

## 같이 보기
- 단파 청취